# Telefon (singel Myslovitz)
Telefon – czwarty singel promujący dziewiąty album 1.577 zespołu Myslovitz. To zarazem utwór otwierający tę płytę.

## Notowania
| Lista                              | Pozycja |
| ---------------------------------- | ------- |
| Lista Przebojów Programu Trzeciego | 27      |
| Lista Przebojów Radia Merkury      | 26      |
| NRD - Eska Rock                    | 13      |